# Jean Crowder
Pour les articles homonymes, voir Crowder.
Jean Crowder (née le 7 juillet 1952 à Montréal) est une femme politique canadienne.

## Biographie
Elle a été députée à la Chambre des communes du Canada, représentant la circonscription britanno-colombienne de Nanaimo—Cowichan de 2004 à 2015 sous la bannière du Nouveau Parti démocratique.
De 2004 à 2011 elle a été porte-parole du NPD sur différents dossiers dont la santé, les affaires autochtones, la condition féminine et les ressources naturelles ; elle a également été whip adjointe et présidente du caucus du NPD. Le 26 mai 2011, elle est nommée porte-parole de l'opposition officielle du Canada pour les ressources humaines et le développement des compétences. Elle ne s'est pas représentée lors des élections générales de 2015.